# Buești
Buești is een Roemeense gemeente in het district Ialomița.
Buești telt 1182 inwoners.